# Lacus Felicitatis

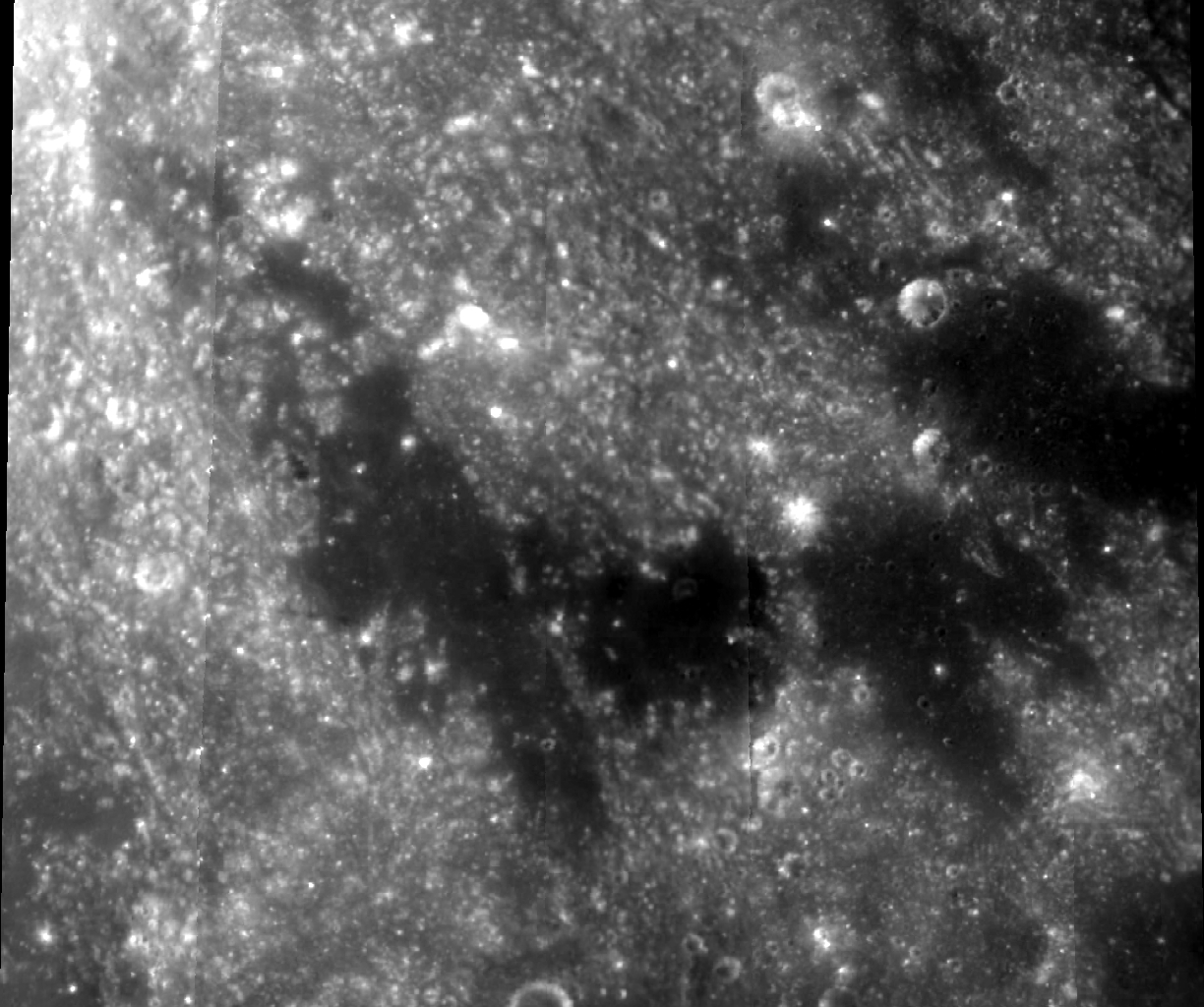
Lacus Felicitatis, photographié en 1994 par la sonde orbitale Clementine. À droite, une partie de Lacus Odii.

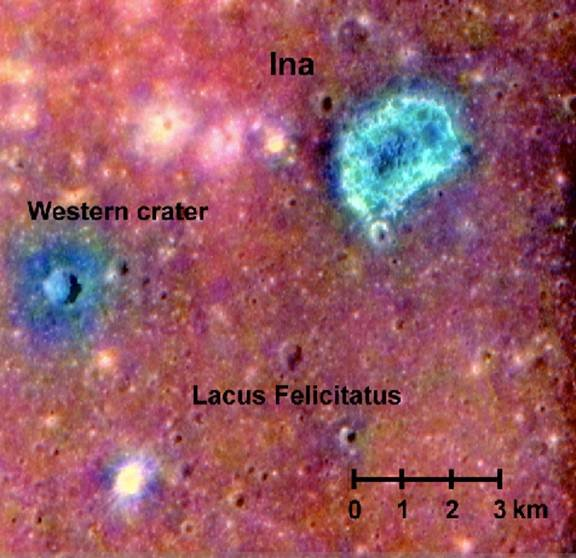
Le cratère Ina du Lacus Felicitatis présente des signes d'une récente activité volcanique (en fausse couleur).

Lacus Felicitatis (Lac de la félicité en latin) est une petite parcelle de la surface de la Lune qui a été inondée d'un flot de lave, égalisant la surface avec un niveau d'albédo inférieur à celui du terrain environnant. Il est situé dans la région de Terra Nivium, une zone au nord de la mer des vapeurs. À environ 70–80 km au nord-est de cette région se trouvent les monts haemus au long de la bordure sud-ouest de la mer de la sérénité.
Les coordonnées sélénographiques du Lacus Felicitatis sont 15, 5 avec une longueur maximale de 90 km. La forme générale du lac est courbée, avec une aile à l'ouest et une autre à l'est. La limite est quelque peu inégale et elle est entourée d'une surface accidentée.
Trois petits cratères appartenant à cet ensemble ont été identifiés comme suit par l'Union astronomique internationale :
| Cratère | Coordonnées  | Diamètre | Origine du nom          |
| ------- | ------------ | -------- | ----------------------- |
| Dag     | 18.7ºN 5.3ºE | 0,5 km   | nom masculin scandinave |
| Ina     | 18.6ºN 5.3ºE | 3 km     | nom féminin latin       |
| Osama   | 18.6ºN 5.2ºE | 0,5 km   | nom masculin arabe      |

Ina est une dépression semi-circulaire de seulement 30 m de profondeur et difficile à apercevoir de la Terre.
Il a été avancé en novembre 2006 qu'Ina était la résultante d'une éruption de gaz durant les 10 derniers millions d'années